# Heksaedryt
Heksaedryt – typ meteorytu żelaznego o niskiej zawartości niklu (poniżej 6%). Może się składać wyłącznie z monokryształów kamacytu. W meteorytach tego typu nie występują figury Widmanstättena.